# Az Osztrák–Magyar Monarchia ászpilótái
Az osztrák–magyar katonai repülés csak egy légi ballon hadtesttel kezdte meg a működését 1893-ban. 1912-ben Emil Uzelac ezredest nevezték ki a légierő parancsnokának. Később a légierő neve Császári és Királyi Légierő lett. A háború kezdetén a légierő nem állt másból, mint 9 repülést támogató illetve repülőépítő cégből, 39 használható repülőgépből, 10 légi ballonból és 85 pilótából.

## Az Osztrák–Magyar Monarchia ászai

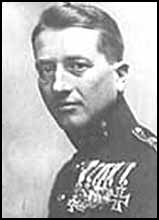
Godwin Brumowski az első világháború legeredményesebb osztrák-magyar pilótája.

| Név                       | Légi győzelem | Származás     | Rang           | Beosztási hely                       |
| ------------------------- | ------------- | ------------- | -------------- | ------------------------------------ |
| Godwin Brumowski          | 35            | Lengyelország | Kapitány       | Császári és királyi légjáró csapatok |
| Julius Arigi              | 32            | Csehország    | Altiszt        | Császári és királyi Légjáró csapatok |
| Benno Fiala von Fernbrugg | 28            | Ausztria      | Őrnagy         | Császári és királyi Légjáró csapatok |
| †Frank Linke-Crawford     | 27            | Ausztria      | Őrnagy         | Császári és királyi Légjáró csapatok |
| †Kiss József              | 19            | Magyarország  | Hadnagy        | Császári és királyi Légjáró csapatok |
| †Gräser Ferenc            | 18            | Magyarország  | Hadnagy        | Császári és királyi Légjáró csapatok |
| Eugen Bönsch              | 16            | Csehország    | Őrmester       | Császári és királyi Légjáró csapatok |
| Fejes István              | 16            | Magyarország  | Őrmester       | Császári és királyi Légjáró csapatok |
| †Ernst Strohschneider     | 15            | Csehország    | Hadnagy        | Császári és királyi Légjáró csapatok |
| Adolf Heyrowsky           | 12            | Ausztria      | Kapitány       | Császári és királyi Légjáró csapatok |
| †Kurt Gruber              | 11            | Ausztria      | Altiszt        | Császári és királyi Légjáró csapatok |
| Franz Rudorfer            | 11            | Ausztria      | Hadnagy        | Császári és királyi Légjáró csapatok |
| Friedrich Navratil        | 10            | Horvátország  | Hadnagy        | Császári és királyi Légjáró csapatok |
| Raoul Stojsavljevic       | 10            | Ausztria      | Kapitány       | Császári és királyi Légjáró csapatok |
| Gottfried von Banfield    | 9             | Ausztria      | Sorhajóhadnagy | Császári és királyi Légjáró csapatok |
| Otto Jindra               | 9             | Csehország    | Kapitány       | Császári és királyi Légjáró csapatok |
| Georg Kenzian             | 9             | Ausztria      | Hadnagy        | Császári és királyi Légjáró csapatok |
| Udvardy Nándor            | 9             | Magyarország  | Törzsőrmester  | Császári és királyi Légjáró csapatok |
| Kaszala Károly            | 8             | Magyarország  | Altiszt        | Császári és királyi Légjáró csapatok |
| Heinrich Kostrba          | 8             | Csehország    | Kapitány       | Császári és királyi Légjáró csapatok |
| †Tahy Sándor              | 8             | Magyarország  | Hadnagy        | Császári és királyi Légjáró csapatok |
| Josef Friedrich           | 7             | Csehország    | Hadnagy        | Császári és királyi Légjáró csapatok |
| Ludwig Hautzmayer         | 7             | Ausztria      | Hadnagy        | Császári és királyi Légjáró csapatok |
| †Otto Jäger               | 7             | Ausztria      | Hadnagy        | Császári és királyi Légjáró csapatok |
| Maier József              | 7             | Magyarország  | Kapitány       | Császári és királyi Légjáró csapatok |
| Risztics János            | 7             | Magyarország  | Törzsőrmester  | Császári és királyi Légjáró csapatok |
| †Andreas Dombrowski       | 6             | Csehország    | Őrmester       | Császári és királyi Légjáró csapatok |
| †Frint János              | 6             | Magyarország  | Kapitány       | Császári és királyi Légjáró csapatok |
| Kasza Sándor              | 6             | Magyarország  | Őrmester       | Császári és királyi Légjáró csapatok |
| Karl Nikitsch             | 6             | Csehország    | Kapitány       | Császári és királyi Légjáró csapatok |
| Franz Peter               | 6             | Lengyelország | Hadnagy        | Császári és királyi Légjáró csapatok |
| Josef Pürer               | 6             | Ausztria      | Hadnagy        | Császári és királyi Légjáró csapatok |
| Roman Schmidt             | 6             | Horvátország  | Hadnagy        | Császári és királyi Légjáró csapatok |
| †Wéber Rudolf             | 6             | Magyarország  | Hadnagy        | Császári és királyi Légjáró csapatok |
| Busa Gyula                | 5             | Magyarország  | Őrmester       | Császári és királyi Légjáró csapatok |
| Hefty Frigyes             | 5             | Magyarország  | Altiszt        | Császári és királyi Légjáró csapatok |
| Julius Kowalczik          | 5             | Lengyelország | Altiszt        | Császári és királyi Légjáró csapatok |
| Franz Lahner              | 5             | Ausztria      | Őrmester       | Császári és királyi Légjáró csapatok |
| Friedrich Lang            | 5             | Ausztria      | Fregatthadnagy | Császári és királyi Légjáró csapatok |
| Lasi János                | 5             | Magyarország  | Törzsőrmester  | Császári és királyi Légjáró csapatok |
| Macourek Béla             | 5             | Magyarország  | Hadnagy        | Császári és királyi Légjáró csapatok |
| †Kurt Nachod              | 5             | Csehország    | Hadnagy        | Császári és királyi Légjáró csapatok |
| Augustin Novak            | 5             | Ausztria      | Őrmester       | Császári és királyi Légjáró csapatok |
| †Karl Patzelt             | 5             | Csehország    | Hadnagy        | Császári és királyi Légjáró csapatok |
| Alois Rodlauer            | 5             | Ausztria      | Hadnagy        | Császári és királyi Légjáró csapatok |
| †Szepessy-Sokoll Rudolf   | 5             | Magyarország  | Hadnagy        | Császári és királyi Légjáró csapatok |
| Karl Teichmann            | 5             | Csehország    | Őrmester       | Császári és királyi Légjáró csapatok |
| †Karl Urban               | 5             | Ausztria      | Altiszt        | Császári és királyi Légjáró csapatok |
| Wognár Ferenc             | 5             | Magyarország  | Altiszt        | Császári és királyi Légjáró csapatok |

## Az osztrák–magyar pilóták repülőgépei

### Osztrák–magyar repülőgépek
- Aviatik D.I
- Hansa-Brandenburg C.I
- Hansa-Brandenburg CC
- Hansa-Brandenburg D.I
- Hansa-Brandenburg K.D.W.
- Hansa-Brandenburg W.12
- Hansa-Brandenburg W.29
- Lloyd C.II
- Lohner C.I
- Lohner E
- Phönix C.I
- Phönix D.I
- Ufag C.I

### Németektől vásárolt repülőgépek
- Albatros D.II
- Albatros D.III

## Lásd még
- Az első világháború magyar ászpilótái
- Az első világháború osztrák ászpilótái
- Az első világháború cseh ászpilótái